# Abelardo Fernández
Abelardo Fernández Antuña, kurz Abelardo (* 19. März 1970 in Gijón), ist ein ehemaliger spanischer Fußballspieler. Der Innenverteidiger zeichnete sich vor allem durch seine Kopfballstärke aus.

## Vereinskarriere
Abelardo begann 1989 seine Profikarriere bei seinem Heimatverein Sporting Gijón. Nach fünf Jahren wechselte er für 3 Millionen € zum Spitzenklub FC Barcelona. Dort war er immer eine feste Größe und verhalf dem Team, je zwei Mal die spanische Meisterschaft, den spanischen Pokal und den spanischen Superpokal zu gewinnen. Außerdem gewann der Asturier 1997 den Europapokal der Pokalsieger und den UEFA Super Cup. In seinen letzten Jahren bei Barça war er zunehmend von Verletzungen geplagt. 2002 unterschrieb er bei Deportivo Alavés einen Zweijahresvertrag, musste seine Karriere allerdings aufgrund einer langwierigen Knieverletzung, die ihn bereits bei Barcelona plagte, schon ein Jahr später beenden.

## Nationalmannschaftskarriere
Abelardo debütierte am 4. September 1991 im Spiel gegen Uruguay für die spanische Nationalelf. Bis 2001 bestritt er insgesamt 54 Spiele für Spanien. Er nahm mit Spanien an der WM 1994, der WM 1998, EM 1996 und der EM 2000 teil.
Außerdem war er einer der Schlüsselspieler des spanischen Fußballteams, das 1992 Gold bei den Olympischen Spielen in Barcelona holte, wo er im Halbfinale und Finale je einmal traf.

## Trainerlaufbahn
Nach seinem Karriereende kehrte Abelardo zu seiner ersten Profistation Sporting Gijón zurück, wo er zunächst Jugendtrainer und später Trainer der B-Mannschaft war. Ab 2010 betreute er Candás CF, ein Jahr später übernahm er den Cheftrainerposten bei CD Tuilla.
2012 kehrte Abelardo abermals zu Sporting Gijón zurück, wo er erneut Trainer der Reservemannschaft wurde. Im Mai 2014 ersetzte er José Ramón Sandoval als Cheftrainer der ersten Mannschaft. Unter seiner Leitung stieg die Mannschaft wieder in die Erstklassigkeit auf, wo sie sich im hinteren Tabellendrittel platzierte. Am 15. Januar 2017 wurde er nach einer 2:3-Niederlage gegen SD Eibar entlassen.
Im Dezember 2017 übernahm Abelardo das Tabellenschlusslicht Deportivo Alavés in der Primera Division. Mit 18 Punkten Vorsprung auf einen Abstiegsplatz beendete die Mannschaft die Spielzeit auf dem 14. Tabellenplatz.

## Erfolge
- Spanischer Meister: 1994, 1998, 1999
- Spanischer Pokalsieger: 1997, 1998
- Spanischer Superpokalsieger: 1994, 1996
- Europapokal der Pokalsieger: 1997
- UEFA Super Cup: 1997
- Fußballolympiasieger: 1992
- Teilnahme an einer Fußball-Weltmeisterschaft: 1994 (5 Einsätze), 1998 (1 Einsatz)
- Teilnahme an einer Fußball-Europameisterschaft: 1996 (4 Einsätze), 2000 (3 Einsätze)